# Roberto Miranda (futebolista)
Roberto Lopes de Miranda, mais conhecido como Roberto Miranda (São Gonçalo, 31 de julho de 1944), é um ex-futebolista brasileiro que atuava como atacante.

## Carreira
Atuou pelo Botafogo de 1960- ainda juvenil - a 1972, pelo Flamengo parte do ano de 1971 e pelo Corinthians de 1973 a 1976. Raçudo, chegou a quebrar costela, braço, clavícula e queixo e ainda rompeu o tendão de Aquiles num acidente doméstico por causa de uma garrafa de leite quebrada. Tinha fama de "não fugir do pau", que cresceu quando, logo depois de marcar o gol de empate em uma partida contra o Vasco, tomou um tapa do zagueiro Fontana e revidou, o que causou uma enorme briga e a expulsão de ambos.
No Corinthians, aonde chegou trocado pelo lateral Miranda, jogou pouco, por causa de diversas contusões. Uma operação no joelho direito acabou por fazê-lo encerrar prematuramente a carreira, ainda no Corinthians.
Apelidado de Vendaval pela maneira como passava pelas defesas adversárias, Roberto Miranda é o nono maior artilheiro da história do Botafogo, com 154 gols em 352 jogos. Foi ainda o artilheiro do Campeonato Carioca de 1968. Pela Seleção Brasileira, fez 18 partidas oficiais e marcou nove gols. Também atuou em dois jogos não oficiais, ambos em 1970, e marcou um gol.
Em sua carreira de jogador conquistou diversos títulos, como os Campeonatos Cariocas de 1962, 1967 e 1968, os Torneios Rio–São Paulo de 1964 e 1966, o Campeonato Brasileiro de 1968, todos pelo Botafogo, e a Copa do Mundo de 1970, pela Seleção Brasileira — a maior emoção de sua vida. Na campanha do Tri, ficou na reserva de Tostão, mas entrou em campo contra Inglaterra e Peru, na primeira partida substituindo Tostão e, na segunda, Jairzinho.

## Títulos
Brasil
- Copa do Mundo: 1970

Botafogo
- Campeonato Carioca[8]: 1962, 1967 e 1968
- Torneio Início: 1963
- Taça Guanabara: 1967 e 1968
- Torneio Rio–São Paulo: 1964 e 1966
- Campeonato Brasileiro: 1968

## Prêmios individuais
- Artilheiro do Campeonato Carioca: 1968 (13 gols)[9]
- 9° Maior artilheiro do Botafogo: 154 gols[10]
- 21° Maior ídolo da História do Botafogo (O Globo): 2020[11]